# 北王子線

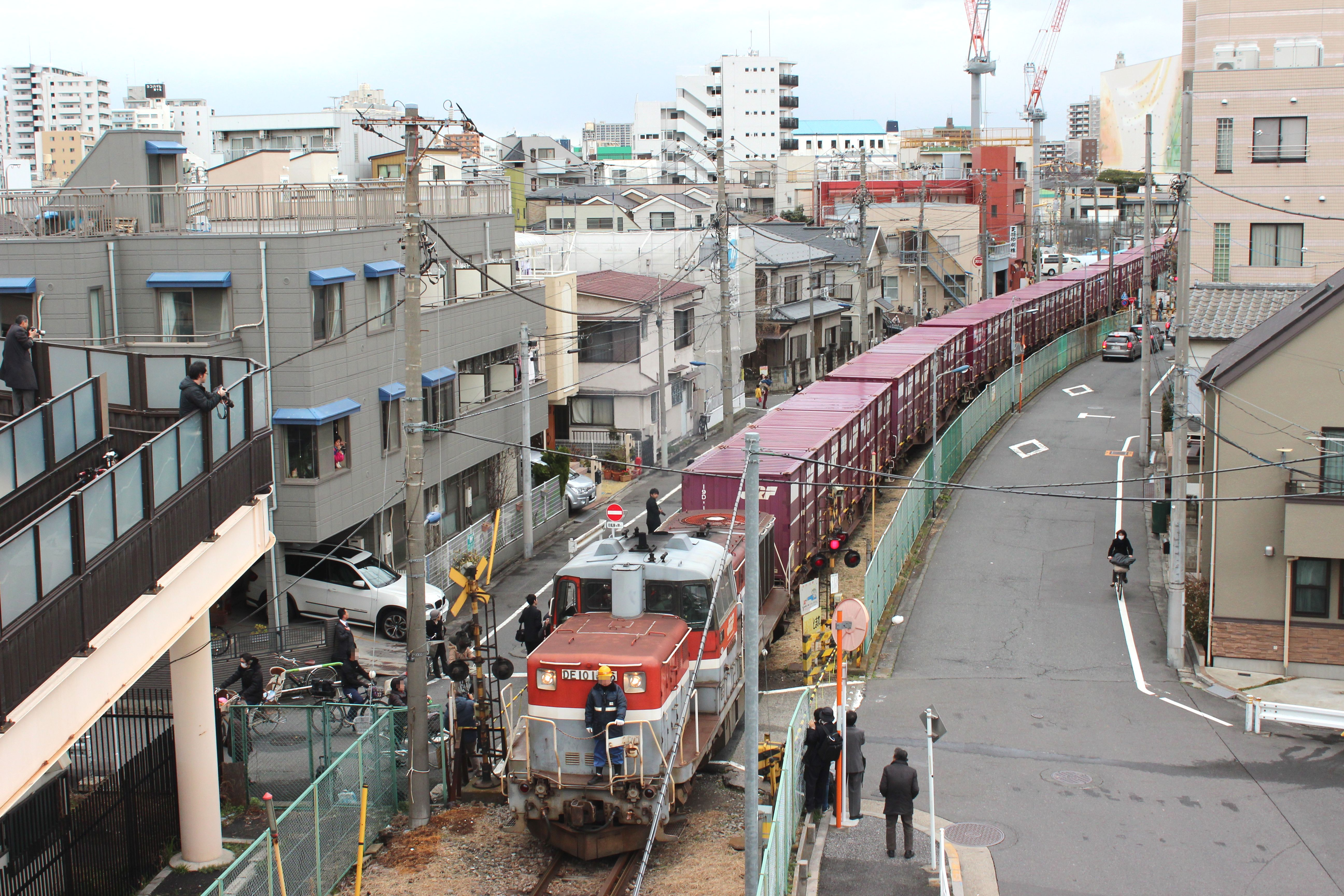
北王子線を行く貨物列車（2014年3月撮影）

北王子線（きたおうじせん）は、東京都北区の田端信号場駅と同区の北王子駅（貨物駅）を結んでいた日本貨物鉄道（JR貨物）の鉄道路線（貨物線）の通称である。正式には東北本線の貨物支線である。かつては、途中から同じく貨物線の須賀線（すかせん）が分岐していた。須賀線も正式には東北本線の貨物支線であった。
この記事では北王子線と須賀線の両方を説明する。

## 路線データ
- 管轄（事業種別）：日本貨物鉄道（第一種鉄道事業者）
- 区間（営業キロ）：田端信号場駅 - 北王子駅 4.0 km
- 軌間：1,067 mm
- 駅数：2駅（起終点駅含む）
- 複線区間：なし（全線単線）
- 電化区間：なし（全線非電化）

かつての起点は王子駅であったが、国鉄分割民営化の際に田端操駅（現在の田端信号場駅）起点に改められた。ただし、それ以前から同駅が実質的な起点であった。また、東日本旅客鉄道（JR東日本）から借りている路線（第二種鉄道事業）ではなく、JR貨物が第一種鉄道事業者として自身で線路を保有していた。

## 運行
田端信号場駅の入換用のディーゼル機関車が、コンテナ車を牽引して1日4往復していた。機関車の前部には監視員が添乗し安全確認を行っていた。2006年（平成18年）3月ダイヤ改正から、従来は有蓋車ワム80000で運行されていた列車がコンテナ化された。

## 歴史
王子駅 - 下十条駅（後の北王子駅）間の北王子線は、国鉄線として開業する以前に王子製紙の専用鉄道として存在していた。下十条駅にあった同社の十條工場は1910年（明治43年）5月に印刷局の工場として開業し、1916年（大正5年）7月に王子製紙に払い下げられた。その後、1926年（大正15年）8月16日に王子から下十条までの専用鉄道運輸の免許を受けている。須賀線（王子 - 須賀間）は、化学工場の原料や製品輸送を目的として関東酸曹が敷設申請し、関東酸曹が合併した大日本人造肥料（現・日産化学工業）の専用鉄道として1926年（大正15年）7月22日に運輸開始認可されて開通した。王子四丁目交差点においては王子電気軌道（→都電）と平面交差をしていた。
昭和に入り、須賀線の沿線の王子六丁目付近に陸軍造兵廠豊島貯弾場が設置され、弾薬輸送が行われるようになった関係で、1927年（昭和2年）12月20日付で北王子線・須賀線とも買収され、鉄道省（国有鉄道）の路線となった。このころまで重油炊きに改造されたC50形蒸気機関車（田端機関庫配置）による運転が行われていたが、弾薬輸送に際して火の粉を煙突から吐き出す蒸気機関車は危険という判断がなされ、蓄電池の電力で走行するAB10形蓄電池機関車が導入された。しかしまもなく、1931年（昭和6年）に須賀線は電化され、AB10形もパンタグラフを搭載する改造を受けてEB10形となり、引き続き須賀線で運用された。蓄電池式電気機関車が導入されたことに関しても、架線とのスパークによる引火の恐れがあることを嫌った陸軍の要請とされることがあるが、陸軍の火薬工場では架空電車線方式の軽便鉄道がそれまでも用いられており、須賀線も後年架空電車線方式に改築されていることから、平坦で距離が短く、しかも調査やトラブル対応のしやすい東京近郊の路線である須賀線を選んで、鉄道省側が蓄電池式を試用してみたかったのではないかという推測もある。また、同年に旅客駅である京浜電車線下十条駅（現・東十条駅）の開業に先立ち、当線の貨物駅である下十条駅は北王子駅に改称した。
第二次世界大戦後、陸軍造兵廠の跡地には東京セロファン紙（現・東セロ）東京工場や、旭電化工業（現・ADEKA）尾久工場などが進出し、これらの工場へも須賀線から専用線を分岐して、やはり同様にEB10形電気機関車が貨物列車を牽引した。1969年（昭和44年）の最盛期には、最大1日5往復の貨物列車が運行されていた。
1954年（昭和29年）当時、これらの工場方面へ向かうバスは非常に混雑しており、王子から神谷方面へ向かう路面電車（都電）も混雑していたことから、須賀線を利用して国鉄が電車を運行する構想が沿線の北区によってもたれた。王子駅と須賀駅の間に王子四丁目と豊島六丁目（または七丁目）の2駅を置き、所要時間は7分、途中に列車交換設備を設けて朝夕は15分間隔、日中は30分間隔で走らせる構想で、北区が依頼した国鉄の専門家も4両編成程度の電車を走らせることは可能であると判断していた。その後東京鉄道管理局に陳情を進める方針であったが、そのまま構想は消えてしまい、実現しなかった 。
その後、沿線の工場がもたらす公害が問題視されたこともあり、まず1969年（昭和44年）に日産化学工業が千葉県に工場を移転させ、続いて東京セロファン・旭電化工業も相次いで工場閉鎖したため、1971年（昭和46年）1月19日に須賀線の最終列車が運転され、3月1日付で正式に廃止となった。須賀線専用に使用されていたEB10形も、1972年（昭和47年）2月付で廃車となった。京王井の頭線の電車不足を救済するために貸し出された一時期を除けば、製造から廃車まで一貫して須賀線のみで使用された機関車であった。須賀駅の跡地でもある日産化学工業の工場跡地は豊島五丁目団地となっている。
1971年の須賀線廃線以後は、工場群撤退後も倉庫として使用され続けた十條製紙（旧・王子製紙、現・日本製紙）十條工場へ向かう北王子線のみが残された。しかし、日本製紙が北王子駅専用線での貨物取扱を終了する意向を示したため、2014年3月14日をもって運行終了することが2014年3月12日に発表され、7月1日に廃止された。
廃止前の北王子線に踏切は全部で4つ設置されていた。そのうち王子駅から数えると第2・第3の踏切（第二宮江町踏切と第一北王子踏切）に隣接する王子四丁目公園の三角形状は須賀線分岐の名残である。

### 年表
- 1927年（昭和2年）12月20日：王子駅 - 須賀駅間 1.6マイル、王子駅 - 下十条駅（後の北王子駅）間 0.7マイルが開業。
- 1930年（昭和5年）4月1日：メートル法施行、王子 - 須賀は2.5 km、王子 - 下十条は1.2 km。
- 1931年（昭和6年）
  - 7月15日：下十条駅を北王子駅に改称。
  - （月日不明）：須賀線電化。
- 1971年（昭和46年）
  - 1月19日：須賀線最終列車運転。
  - 3月1日：王子駅 - 須賀駅間が廃止[6]。
- 1987年（昭和62年）4月1日：国鉄分割民営化によりJR貨物が第一種鉄道事業者となる。同時に田端操車場起点に変更。田端操車場 - 北王子駅間 4.0 km。
- 1990年（平成2年）4月1日：起点の田端操車場が田端操駅に変更。
- 2011年（平成23年）3月12日：田端操駅が田端信号場駅に改称。
- 2014年（平成26年）
  - 3月14日：北王子線最終列車運転[5]。
  - 7月1日：田端信号場駅 - 北王子駅間が廃止[5]。

## 駅一覧
全駅東京都北区に所在。どちらも路線名は通称であり、正式には東北本線の貨物支線とされていた。

### 北王子線
| 駅名           | 営業キロ | 接続路線                                                                           |
| -------------- | -------- | ---------------------------------------------------------------------------------- |
| 田端信号場駅   | 0.0      | 東日本旅客鉄道：東北本線（東北貨物線）・常磐線貨物支線（三河島駅方面）・山手貨物線 |
| （王子駅）     |          |                                                                                    |
| （貨）北王子駅 | 4.0      |                                                                                    |

### 須賀線
| 駅名         | 営業キロ | 接続路線 |
| ------------ | -------- | -------- |
| 王子駅       | 0.0      |          |
| （貨）須賀駅 | 2.5      |          |